# Clivella (dermatologia)
Una clivella o esquerda o fissura és un trastorn cutani en què hi ha una petita escissió lineal produïda a l'epidermis i a la part superficial del derma, de vores tallants ben definides. És més petita que una laceració.

## Causa
Sovint, les esquerdes a la pell són causades per la pell seca, possiblement per l'aire fred. També poden ser causats pel trastorn genètic ictiosi vulgar, psoriasi, èczema o peu diabètic. També es poden produir petites fissures cutànies a l'arèola durant la lactància.

## Localitzades
Poden afectar els mugrons en l'alletament (mugró esquerdat), als llavis en les quilitis; o bé complicant lesions de la pell com les de la psoriasi, la dermatitis, o en les hiperqueratosis.

## Generalitzades
Una zona de la pell en la qual hi ha moltes fissures de la pell s'anomena "pell esquerdada" o "pell clivellada" i és més comunament el resultat de la sequedat de la pell. La ictiosi és un trastorn genètic on sovint hi ha clivelles greus a la pell.

## Clivelles en cas d'alletament
Pot passar durant la lactància que apareguin esquerdes, visibles o no, a l'arèola, generalment per una mala posició del nadó. Una altra causa es deu a la invaginació del mugró. El dolor que se sent pot ser prou intens com per fer que la lactància s'aturi. A part de treballar les causes de l'esquerda, es proposa l'aplicació d'ungüents per accelerar la cicatrització, però només la lanolina i l'aplicació de calostre serien eficaços per permetre que la pell es recuperés amb un grau d'humitat suficient. L'ús de protectors de mugrons de silicona proporciona alleujament temporal del dolor. Si el dolor és massa intens, l'ús temporal d'un tirallet pot permetre aturar temporalment la lactància per permetre que la ferida cicatritzi.

## Teràpia
Les formes més comunes de fissures cutànies es curen soles amb el pas del temps i es poden ajudar amb ungüents normals i cobrir les ferides. La hidratació adequada és important per a la prevenció. Si hi ha una causa subjacent, s'ha de tractar per resoldre el problema.